# 贝琳达·查特里斯
贝琳达·查特里斯（英語：Belinda Charteris，1972年5月10日—），新西兰女子篮网球运动员。她曾代表新西兰国家队参加1998年英联邦运动会篮网球比赛，获得一枚银牌。